# Veritas Technologies
Veritas Technologies is een Amerikaans softwarebedrijf met hoofdkantoor in Santa Clara (Californië). Het bedrijf vindt zijn oorsprong in Tolerant Systems, opgericht in 1983 en later omgedoopt tot Veritas Software. Het is gespecialiseerd in storage management software, waaronder het eerste commerciële journaling-bestandssysteem VxFS, VxVM, VCS en de back-upsoftwareproducten Backup Exec en NetBackup.

## Geschiedenis
Het bedrijf werd in 1983 opgericht door Eli Alon en Dale Shipley (beiden van Intel) als Tolerant Systems om fouttolerante computersystemen te bouwen. Tolerant ontwikkelde ook een voorloper van de huidige RAID-systemen door een journaling-bestandssysteem en meerdere kopieën van de inhoud van de schijf te integreren.

logo van Veritas Software

Dale Shipley richtte in januari 1988 Tolerant Software op. Tolerant Software sloot een overeenkomst met AT&T om een journaling-bestandssysteem (Veritas File System – VxFS) en een virtueel schijfbeheersysteem (Veritas Volume Manager – VxVM) te leveren voor zijn UNIX-platform en om de producten gezamenlijk op de markt te brengen en te ondersteunen voor OEM's zoals Sun en HP. In 1990 veranderde Tolerant Software zijn naam in Veritas Software.
In 1993 trok het bedrijf naar de beurs en in de daaropvolgende jaren breidde het bedrijf zijn activiteiten verder uit naar high availability met de overname van Tidalwave Technologies in 1995 en naar back-upsystemen met de overname van OpenVision in 1997. Met de overname van de back-upactiviteiten van Seagate Software in 1999 werd het bedrijf de onbetwiste leider in de Storage Management Software industrie. In 2003 werd het bedrijf met de overname van het Israëlische Precise Software Solutions ook actief op de markt van Application Performance Systems.
In december 2004 kondigden Veritas en Symantec hun plannen aan voor een fusie in een deal ter waarde van US$ 13,5 miljard. De deal creëerde op dat moment het op drie na grootste softwarebedrijf ter wereld. De fusie werd voltooid op 2 juli 2005.
Op 10 oktober 2014 kondigde Symantec aan dat het van plan was om het bedrijf in twee delen te splitsen. De beveiligingsactiviteiten zouden bij Symantec blijven en de informatiebeheeractiviteiten zouden ondergebracht worden bij Veritas Technologies Corporation. In augustus 2015 kondigde Symantec de verkoop aan van zijn Veritas-informatiebeheeractiviteiten aan The Carlyle Group. De splitsing van Symantec en Veritas werd voltooid op 29 januari 2016, waarop Veritas een zelfstandige onderneming werd.
Na de afsplitsing van Symantec in 2016 veranderde Veritas zichzelf in Veritas Technologies LLC. In 2018 verhuisden de werknemers naar het nieuwe hoofdkantoor In Santa Clara.